# Antonio Casas
Antonio Casas Barros (* 11. November 1911 in A Coruña, Galicien; † 14. Februar 1982 in Madrid) war ein spanischer Schauspieler.

## Leben
Antonio Casas spielte von 1940 an drei Jahre lang Fußball bei Atlético Madrid. Ab 1941 trat er als Darsteller in Kinofilmen und später auch im Theater auf und war ein gefragter Charakterdarsteller des spanischen Filmes. Seine Werkliste umfasst mehr als 170 Titel.

## Filmografie (Auswahl)

### Kinofilme
- 1942: Unos pasos de mujer – Regie: Eusebio Fernández Ardavín
- 1944: Königliche Blutrache (Inês de Castro)
- 1955: Der Tod eines Radfahrers (Muerte de un ciclista) – Regie: Juan Antonio Bardem
- 1955: Tres eran tres
- 1956: Die Welt wird uns gehören (El Expreso de Andalucía) – Regie: Francisco Rovira Beleta
- 1958: Die Sklavenkarawane
- 1959: Der Weg des Herrn (El redentor) – Regie: Joseph Breen, Fernando Palacios
- 1959: Die letzten Tage von Pompeji (Gli ultimi giorni di Pompei)
- 1959: Der Löwe von Babylon
- 1960: Unsere Heimat ist die ganze Welt (Juanito) – Regie: Fernando Palacios
- 1960: Die Sklaven Roms (La rivolta degli schiavi) – Regie: Nunzio Malasomma
- 1961: Der Koloß von Rhodos (Il colosso di Rodi)
- 1962: Der Sohn von Captain Blood (Il figlio del capitano Blood) – Regie: Tulio Demicheli
- 1962: Der Teppich des Grauens
- 1962: Die Zitadelle von San Marco (Mathias Sandorf) – Regie: Georges Lampin
- 1962: Nur tote Zeugen schweigen (Ipnosi) – Regie: Eugenio Martín
- 1963: Das Geheimnis der schwarzen Witwe – Regie: Franz Josef Gottlieb
- 1964: Gesetz der Bravados (Brandy, el sheriff de Losatumba)
- 1964: Minnesota Clay
- 1965: Cuatro dólares de venganza
- 1965: Eine Pistole für Ringo (Una pistola per Ringo)
- 1965: Ringo kommt zurück (Il ritorno di Ringo)
- 1965: Sohn des Revolverhelden (Son of a Gunfighter)
- 1965: Der Zug zur Hölle (Train d’enfer) – Regie: Gilles Grangier
- 1965: Durchs wilde Kurdistan
- 1965: Im Reiche des silbernen Löwen
- 1966: Der Mann aus Texas (The Texican)
- 1966: Zwei glorreiche Halunken (Il buono, il brutto, il cattivo)
- 1967: Cervantes – Der Abenteurer des Königs (Cervantes)
- 1967: Der Gehetzte der Sierra Madre (La resa dei conti)
- 1967: Von Angesicht zu Angesicht (Faccia a faccia)
- 1968: An einem Freitag in Las Vegas (Las Vegas, 500 millones)
- 1968: Carrera – Das Geheimnis der blonden Katze (El magnifico Tony Carrera)
- 1969: 20.000 dollari sporchi di sangue
- 1969: Friß oder stirb (Vivi o preferibilmente morti)
- 1969: Blutiges Blei (Il prezzo del potere)
- 1970: Churchills Leoparden (I leopardi di Churchill)
- 1970: Manos torpes
- 1970: Tristana
- 1971: Rum – Boulevard (Boulevard du rhum) – Regie: Robert Enrico
- 1972: Ben und Charlie (Amico, stammi lontano almeno un palmo)
- 1972: Viva Pancho Villa (El desafío de Pancho Villa)
- 1973: …E così divennero i tre supermen del West
- 1973: Niemand hört dich Schreien (Nadie oyó gritar) – Regie: Eloy de la Iglesia
- 1976: Call Girl: La vida privada de una señorita bien – Regie: Eugenio Martín
- 1976: Inquisición – Regie: Paul Naschy

### Fernsehserien
- 1965: Estudio 1